# Salto de esqui nos Jogos Olímpicos de Inverno de 2018 - Pista normal individual feminino

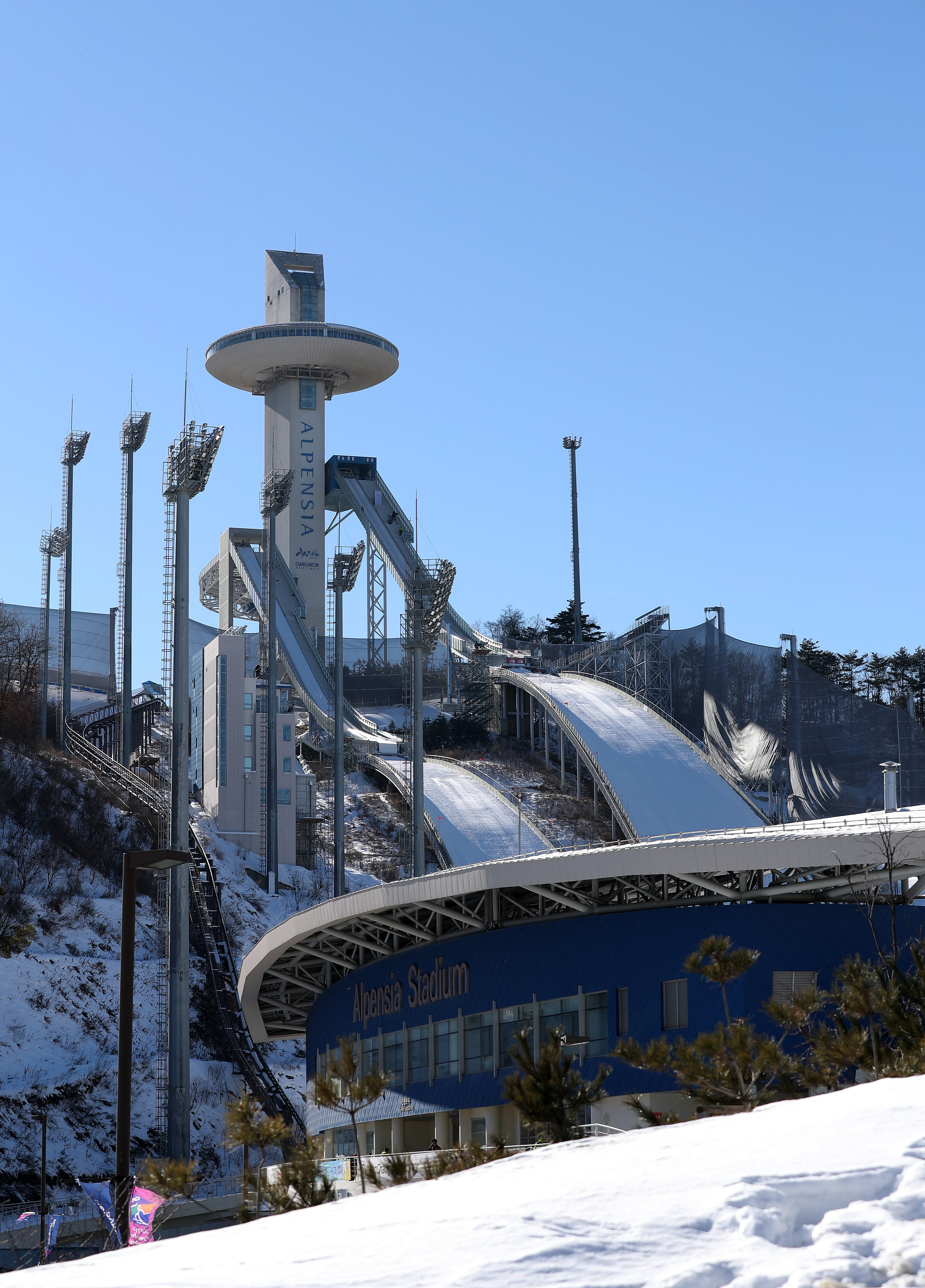
Estação de Salto de Ski de Alpensia em 2017, 1 ano antes do evento.

A competição de pista normal individual feminino do salto de esqui nos Jogos Olímpicos de Inverno de 2018 ocorreu no Centro de Salto de Esqui Alpensia, em Pyeongchang, no dia 12 de fevereiro.

## Medalhistas
| Ouro   | NOR Maren Lundby      |
| Prata  | GER Katharina Althaus |
| Bronze | JPN Sara Takanashi    |

## Resultados
| Pos.              | Bib | Atleta                         | Rodada 1      | Rodada 1 | Rodada 1 | Rodada final  | Rodada final | Rodada final | Total       |
| Pos.              | Bib | Atleta                         | Distância (m) | Pontos   | Pos.     | Distância (m) | Pontos       | Pos.         | Pontos      |
| ----------------- | --- | ------------------------------ | ------------- | -------- | -------- | ------------- | ------------ | ------------ | ----------- |
| Medalha de ouro   | 35  | NOR Maren Lundby               | 105.5         | 125.4    | 1        | 110.0         | 139.2        | 1            | 264.6       |
| Medalha de prata  | 34  | GER Katharina Althaus          | 106.5         | 123.2    | 2        | 106.0         | 129.4        | 2            | 252.6       |
| Medalha de bronze | 33  | JPN Sara Takanashi             | 103.5         | 120.3    | 3        | 103.5         | 123.5        | 3            | 243.8       |
| 4                 | 31  | OAR Irina Avvakumova           | 99.0          | 114.7    | 4        | 102.0         | 116.0        | 5            | 230.7       |
| 5                 | 30  | GER Carina Vogt                | 97.0          | 108.6    | 6        | 101.5         | 119.3        | 4            | 227.9       |
| 6                 | 19  | AUT Daniela Iraschko-Stolz     | 101.5         | 113.3    | 5        | 99.0          | 112.6        | 7            | 225.9       |
| 7                 | 26  | SLO Nika Križnar               | 101.0         | 108.5    | 7        | 104.0         | 114.7        | 6            | 223.2       |
| 8                 | 22  | GER Ramona Straub              | 98.5          | 104.4    | 10       | 98.5          | 106.1        | 8            | 210.5       |
| 9                 | 32  | JPN Yuki Ito                   | 94.0          | 105.1    | 9        | 93.0          | 98.8         | 10           | 203.9       |
| 10                | 25  | GER Juliane Seyfarth           | 102.5         | 108.3    | 8        | 90.0          | 86.0         | 17           | 194.3       |
| 11                | 29  | AUT Chiara Hölzl               | 88.0          | 92.2     | 14       | 95.5          | 101.0        | 9            | 193.2       |
| 12                | 23  | JPN Kaori Iwabuchi             | 93.5          | 98.2     | 11       | 89.0          | 90.1         | 13           | 188.3       |
| 13                | 21  | AUT Jacqueline Seifriedsberger | 93.0          | 93.7     | 13       | 92.0          | 89.8         | 14           | 183.5       |
| 14                | 27  | SLO Ema Klinec                 | 91.5          | 94.2     | 12       | 89.0          | 87.4         | 16           | 181.6       |
| 15                | 17  | ITA Lara Malsiner              | 88.5          | 90.2     | 16       | 92.5          | 89.3         | 15           | 179.5       |
| 16                | 15  | NOR Silje Opseth               | 89.5          | 83.5     | 18       | 91.5          | 94.7         | 11           | 178.2       |
| 17                | 24  | JPN Yūka Setō                  | 93.0          | 90.3     | 15       | 89.0          | 81.7         | 24           | 172.0       |
| 18                | 20  | ITA Manuela Malsiner           | 86.5          | 79.6     | 20       | 89.0          | 83.8         | 22           | 163.4       |
| 19                | 3   | USA Sarah Hendrickson          | 86.0          | 76.7     | 23       | 88.0          | 83.9         | 21           | 160.6       |
| 20                | 16  | CHN Chang Xinyue               | 83.0          | 69.6     | 26       | 84.5          | 85.3         | 18           | 154.9       |
| 21                | 9   | FRA Lucile Morat               | 86.5          | 79.7     | 19       | 86.5          | 75.1         | 27           | 154.8       |
| 22                | 18  | SLO Špela Rogelj               | 80.0          | 64.3     | 28       | 90.5          | 90.2         | 12           | 154.5       |
| 23                | 11  | FIN Julia Kykkänen             | 85.0          | 77.2     | 22       | 84.0          | 75.4         | 26           | 152.6       |
| 24                | 7   | OAR Alexandra Kustova          | 85.0          | 77.3     | 21       | 85.5          | 75.0         | 28           | 152.3       |
| 25                | 14  | OAR Sofia Tikhonova            | 86.5          | 75.0     | 24       | 86.0          | 75.8         | 25           | 150.8       |
| 25                | 12  | ROU Daniela Haralambie         | 80.5          | 66.5     | 27       | 85.0          | 84.3         | 20           | 150.8       |
| 27                | 10  | OAR Anastasiya Barannikova     | 88.0          | 83.7     | 17       | 82.0          | 65.3         | 29           | 149.0       |
| 28                | 13  | FRA Léa Lemare                 | 74.5          | 62.3     | 29       | 93.5          | 84.5         | 19           | 146.8       |
| 29                | 6   | USA Abby Ringquist             | 77.5          | 62.0     | 30       | 91.0          | 82.4         | 23           | 144.4       |
| 30                | 28  | SLO Urša Bogataj               | 84.5          | 71.2     | 25       | 81.0          | 64.0         | 30           | 135.2       |
| 31                | 4   | USA Nita Englund               | 77.0          | 57.9     | 31       | Não avançou   | Não avançou  | Não avançou  | Não avançou |
| 32                | 5   | CAN Taylor Henrich             | 78.0          | 56.5     | 32       | Não avançou   | Não avançou  | Não avançou  | Não avançou |
| 33                | 8   | ITA Elena Runggaldier          | 71.5          | 48.8     | 33       | Não avançou   | Não avançou  | Não avançou  | Não avançou |
| 34                | 1   | ITA Evelyn Insam               | 72.0          | 46.4     | 34       | Não avançou   | Não avançou  | Não avançou  | Não avançou |
| 35                | 2   | KOR Park Guy-lim               | 56.0          | 14.2     | 35       | Não avançou   | Não avançou  | Não avançou  | Não avançou |

Legenda
| Recorde mundial      | Recorde mundial (World record)               |                       | Recorde africano                      | Recorde africano (African) |                                           | Q | Classificado por posição (Qualified) |
| Recorde olímpico     | Recorde olímpico (Olympic record)            | Recorde da América    | Recorde da América (Americas)         | q                          | Classificado por melhor tempo (Qualified) |   |                                      |
| Melhor marca do ano  | Melhor marca do ano (World leading)          | Recorde asiático      | Recorde asiático (Asian)              | DNS                        | Não largou (Did not start)                |   |                                      |
| Recorde nacional     | Recorde nacional (National record)           | Recorde europeu       | Recorde europeu (European)            | DNF                        | Não terminou (Did not finish)             |   |                                      |
| Recorde pessoal      | Recorde pessoal do atleta (Personal best)    | Recorde da Oceania    | Recorde da Oceania (Oceania)          | DSQ / DQ                   | Desclassificado (Disqualified)            |   |                                      |
| Recorde da temporada | Recorde da temporada do atleta (Season best) | Recorde sul-americano | Recorde sul-americano (South America) | NM                         | Sem marca (No mark)                       |   |                                      |